# Saint-Bonnet-Elvert
Saint-Bonnet-Elvert är en kommun i departementet Corrèze i regionen Nouvelle-Aquitaine i de centrala delarna av Frankrike. Kommunen ligger  i kantonen Argentat som tillhör arrondissementet Tulle. År 2022 hade Saint-Bonnet-Elvert 226 invånare.

## Befolkningsutveckling
Antalet invånare i kommunen Saint-Bonnet-Elvert
Referens:INSEE